# Приданниково
Приданниково — деревня в Красноуфимском округе Свердловской области. Входит в состав Приданниковского сельского совета.

## География
Населённый пункт расположен на правом берегу реки Уфа в 4 километрах на северо-северо-восток от административного центра округа — города Красноуфимск.

### Часовой пояс
Приданниково как и вся Свердловская область, находится в часовой зоне МСК+2. Смещение применяемого времени относительно UTC составляет +5:00.

## Население
| 2002 | 2010  | 2021  |
| ---- | ----- | ----- |
| 2180 | ↘2080 | ↗2138 |

## Улицы
Деревня разделена на 22 улицы и один переулок.